# Usman dan Fodio

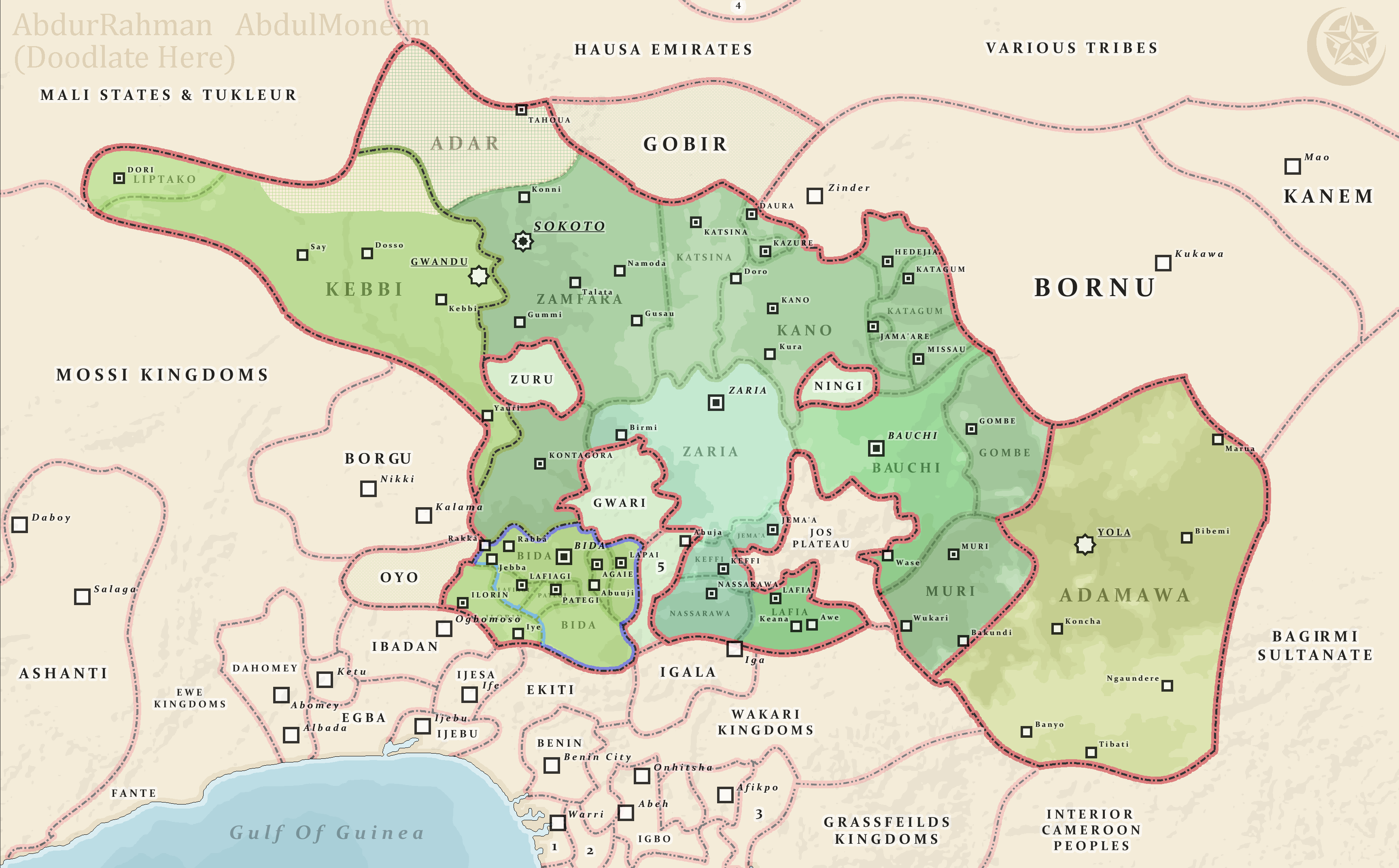
Het kalifaat Sokoto rond 1870

Usman dan Fodio, bijgenaamd de Shehu (sjeik), (Maratta, december 1754 - 1817) was een islamitisch geestelijke, schrijver en stichter van het kalifaat Sokoto in het noorden van Nigeria. Hij leidde de Fulbe-jihad tegen de lokale, islamitische heersers van de Hausastaten. Hij stichtte in 1804 het Sokoto-kalifaat en legde de sharia en Arabische gebruiken op in kledij, cultuur en rechtspraak. Hij had een grote literaire productie en zijn invloed reikte over heel West-Afrika. Met name zijn manifest Wathiqa over de jihad had blijvende invloed op de islam in Nigeria. 

## Levensloop
Dan Fodio was lid van de Fulbe-stam en werd geboren in de Hausastaat Gobir in het noorden van het huidige Nigeria. Hij bestudeerde de koran en werd vanaf 1774-1775 een belangrijk koranleraar in Gobir, Kebbi en Zamfara, Hausastaten in het noorden van Nigeria. Stilaan kreeg Dan Fodio een grote aanhang bij de Hausa-bevolking van Gobir, die zich onderdrukt voelde door haar leiders. Sultan Nafata van Gobir had tot dan het preken van Dan Fodio gedoogd, maar onderkende nu het gevaar. In een verklaring rond 1797-1798 verbood de sultan aan de volgelingen van de Shehu om nog te preken en hij verbood bekeringen tot de islam. In 1802 volgde Yunfa zijn vader op als sultan van Gobir en het kwam tot een gewapend treffen met de volgelingen van Dan Fodio. Die laatste trok daarop in februari 1804 van Degel naar Gudu waar een kalifaat werd gesticht en Dan Fodio werd uitgeroepen tot imam. 
De volgende vijf jaar leidde Dan Fodio de jihad tegen Gobir. Hij nam zelf niet deel aan gevechten - hiervoor stelde hij generaals aan - maar hij schreef een theoretische verantwoording voor de jihad en werkte een structuur uit voor het kalifaat (Bayān wujūb al-hijra, 1806). Aanvankelijk waren de krijgskansen niet goed. In december 1804 leidde het leger van de Shehu een grote nederlaag in de Slag bij Tsuntua. Er dreigde ook voortdurend voedseltekort. Het leger moest beslag leggen op de voedselvoorraden van de Hausa-boeren, wat hen vervreemdde van de zaak van de jihad. Daarom was Dan Fodio gedwongen steun te zoeken bij Fulbe-clans. In 1805 keerden de krijgskansen: het leger van Dan Fodio behaalde een overwinning tegen Kebbi en veroverde de stad Gwandu. In oktober 1808, na drie eerdere mislukte aanvallen, viel Alkalawa, de hoofdstad van Gobir in handen van Dan Fodio.
Na de overwinning trok Dan Fodio zich terug in Sifawa nabij Sokoto, de nieuwe hoofdstad van het kalifaat. Daar gaf hij les aan 300 studenten en bleef hij schrijven. De feitelijke leiding van het kalifaat was in handen van zijn broer Abdullahi en zijn zoon Muhammad Bello. In 1815 verhuisde Dan Fodio naar Sokoto waar hij twee jaar later op 62-jarige leeftijd overleed.

## Invloed
De jihad van Usman dan Fodio gaf een grote stimulans aan de verspreiding van de Islam in West-Afrika aan het begin van de 19e eeuw. Ook als leraar en schrijver was hij invloedrijk. Hij schreef in het Arabisch en het Pulaar en zijn talrijke geschriften werden wijd verspreid en gelezen.